# الجبايب (يريم)

تعديل مصدري - تعديل

الجبايب محلة تابعة لقرية الجرداء، التابعة لعزلة عراس بمديرية يريم إحدى مديريات محافظة إب في الجمهورية اليمنية.، بلغ تعداد سكانها 282 حسب تعداد اليمن لعام 2004.